# Teucholabis amapana
Teucholabis amapana är en tvåvingeart som beskrevs av Alexander 1959. Teucholabis amapana ingår i släktet Teucholabis och familjen småharkrankar. Inga underarter finns listade i Catalogue of Life.